# Shea Cowart
Mary Shea Cowart (1979) è un'ex atleta paralimpica statunitense che gareggiava nella categoria T44.

## Biografia
Affetta dall'età di sei anni da meningococcemia, che l'ha obbligata all'amputazione delle gambe fin sotto il ginocchio, Shea Cowart ha vinto due medaglie d'oro nelle gare dei 100 e 200 metri a Sydney 2000.

## Palmarès
| Anno | Manifestazione     | Sede   | Evento          | Risultato | Prestazione | Note |
| ---- | ------------------ | ------ | --------------- | --------- | ----------- | ---- |
| 2000 | Giochi paralimpici | Sydney | 100 m piani T44 | Oro       | 13"97       |      |
| 2000 | Giochi paralimpici | Sydney | 200 m piani T44 | Oro       | 28"52       |      |